# Anne Letuffe
Anne Letuffe, née en 1973 est une auteure et illustratrice française en littérature jeunesse.

## Biographie
Anne Letuffe est née à Angoulême. Elle a suivi une formation à l'École supérieure des beaux arts à Toulouse pendant 1 ans. Elle intègre ensuite le Lycée des Arènes à Toulouse où elle suit pendant 4 ans des études d'arts appliqués. Elle a ensuite travaillé dans la publicité, l'édition et la presse,,,,,. 
En 2014 : elle a obtenu le Prix Pitchou pour l'album Le tout-petit (l’Atelier du Poisson Soluble). Elle crée à partir de ce livre un jeu-exposition apprécié des médiathèques,,. 
Elle utilise des techniques de découpage, collage, encre de Chine et gravure. Elle s'inspire des artistes Elzbieta, Peter Sís et Binette Schroeder.
Elle est également invitée dans des maternelles et primaire pour des ateliers artistiques.